# Magyarország és Kína kapcsolatai
Magyarország és Kína kapcsolatai a korai szórványos érintkezések, magyar hittérítők valamint tudósok kínai utazásai után csak lassan indultak fejlődésnek. Az első szerződés az Osztrák–Magyar Monarchia és Kína között az 1869-ben aláírt kereskedelmi és hajózási egyezmény volt, ekkor a Monarchia főkonzulátust is nyitott Sanghajban. A pekingi követség megnyitására csak 1897-ben került sor.
1900-ban az Osztrák–Magyar Monarchia részt vett a bokszerlázadás leverésében, ennek nyomán koncessziós területet is szerzett a félgyarmati sorba süllyesztett Kínában. Kína 1902-ben küldte el első követét Bécsbe.
Az első világháborúban Kína hadat üzent az Osztrák–Magyar Monarchiának, ezzel a diplomáciai és szerződéses kapcsolatok hosszú időre megszakadtak. A háború után sok oroszországi magyar hadifogoly telepedett le Kínában. Így került Kínába Hugyecz László építész is, akiből később Sanghaj neves építésze lett, alkotásai jelentősen hozzájárultak a város arculatához. Az önálló Magyar Királyság csak 1940. október 4-én vette fel a diplomáciai kapcsolatokat Kínával, melyek azonban a világháború miatt megszakadtak. A mai kapcsolatrendszer kezdetét 1949. október 6-tól számítják, mikor a két ország ismét hivatalossá tette viszonyrendszerét, és követséget nyitottak Pekingben és Budapesten.
Az 1948-as kommunista hatalomátvétel utáni Magyar Köztársaság az elsők között ismerte el a kínai kommunisták polgárháborús győzelme után alapított Kínai Népköztársaságot, ami megalapozta a két pártállami rendszerű ország jó kapcsolatait. Kína az 1956-os forradalom után jelentős gazdasági segítséget nyújtott a Kádár-kormánynak az ország gazdasági konszolidációjához. A kínai-szovjet viszony megromlása után, a kínai kulturális forradalom idején a magyar-kínai kapcsolatok is súlyos törést szenvedtek. A kulturális forradalom után Teng Hsziao-ping (Deng Xiaoping) és köre nagy figyelmet fordítottak az 1968-os magyarországi új gazdasági mechanizmus tapasztalataira. Sok kínai reformpolitikus és szakember utazott Magyarországra a reformpolitika tanulmányozására.
A rendszerváltás óta a két fél közötti együttműködés fő területe a kölcsönösen előnyös gazdasági kapcsolatok fejlesztésére irányuló törekvés.
Magyarország Tajvant Kína részének tekinti. A pártállami időkben, a diplomáciai kapcsolatok felvételétől a rendszerváltásig ez magától értetődő volt, a rendszerváltás után pedig Magyarország nyugati szövetségeseinek álláspontját fogadja el, és az „egy Kína elvet” követi. Ennek lényege az, hogy Tajvan csakúgy, mint a szárazföldi Kína, formálisan egységnek tekinti ezt a két államot, csak még azt tekintik nyitott kérdésnek, hogy ki kormányozza azt. Peking ezért hevesen ellenzi azokat az egyes pártok részéről megnyilvánuló tajvani belpolitikai törekvéseket, amelyek ettől a fikciótól elszakadva, formálisan is önálló államnak kiáltanák ki Tajvant, ez ugyanis akadályozná az újraegyesítést.

## Korai kapcsolatok

### Szerzetesek
Az első magyar utazók Kínában szerzetesek, hittérítők voltak. Az írott források szerint az első magyar, aki eljutott Kínába, Gergely barát volt, aki egy pápai követség tagjaként 1341-ben Pekingben, akkori nevén Khanbalikban a kínai császárral is találkozott, és 1346-ban tért vissza Európába.
Ugyancsak a 14. századból maradt fenn Boldog Eskandeli (vagy Eskandélyi) Máté barát legendája. Eszerint a provence-i származású, de már Budán született szerzetes Kínában halt meg 1399 körül az ottani első keresztény vértanúként.
Az Oszmán Birodalom sokáig elzárta az utat Kína felé. A következő ismert utazó a jezsuita Gruber János volt. 1658-ban érkezett Makaóba, majd Pekingben is tevékenykedett néhány évig. Hazatérése után a nagyszombati egyetemen tartott előadásokat Belső-Ázsiáról. Ismert magyar hittérítő volt még a 19. században Erdélyi Ignác, aki 1861-től 1885-os haláláig működött Kínában.

### Világutazók, kalandorok
A 18. századtól már világi utazók is eljutottak Kínába Magyarországról. Jelky András világutazónk elvetődött Makaóba és Kantonba is. Benyovszky Móric Tajvanon töltött néhány hetet Kamcsatka és Madagaszkár közötti kalandos útján.

### Tudós utazók

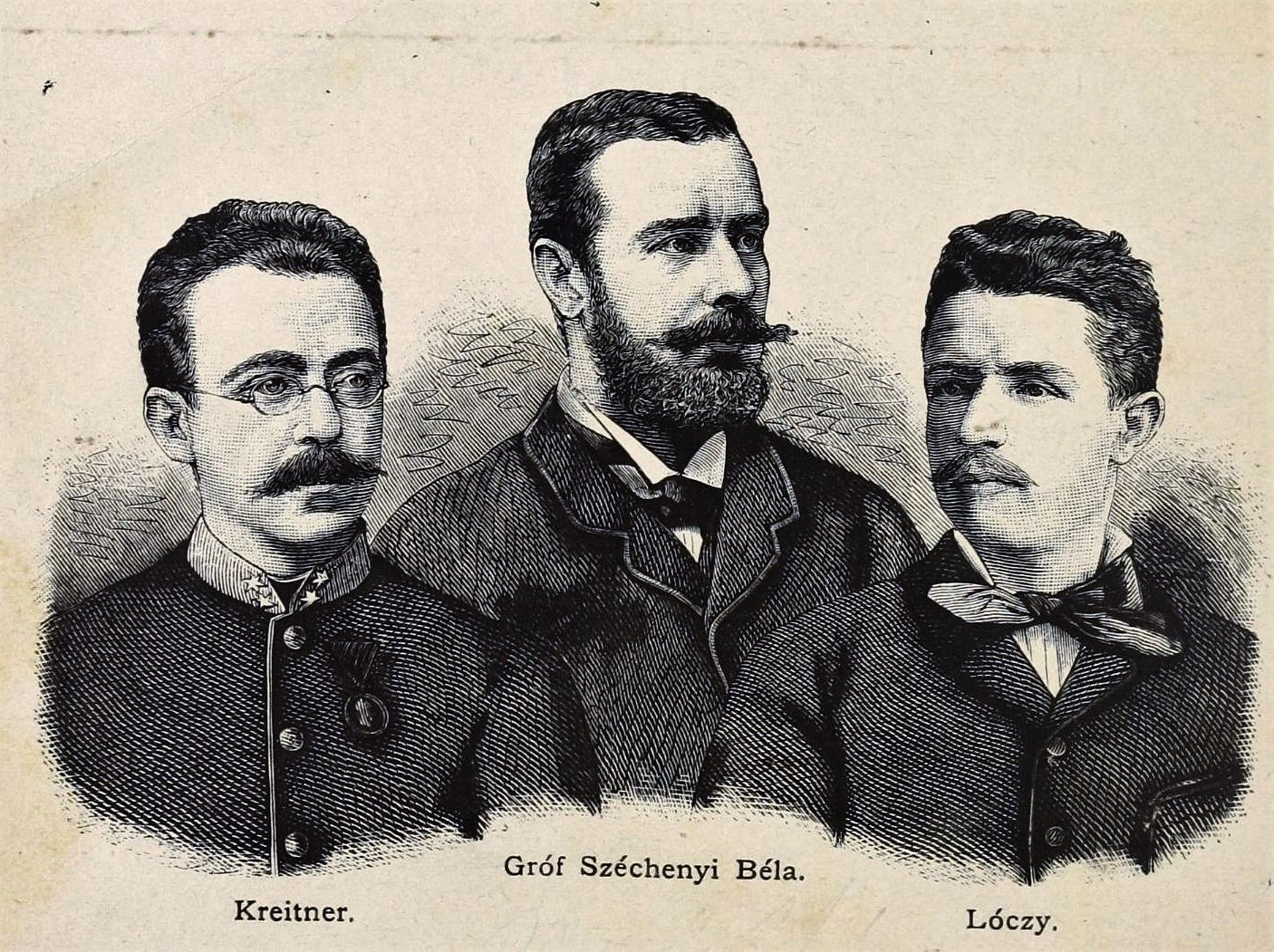
Gustav Kreitner, Széchenyi Béla és Lóczy Lajos, a kínai expedíció vezető alakjai

Kőrösi Csoma Sándor már tudományos kutatási céllal indult el Magyarországról Belső-Ázsia felé, ahol végül a kínai fennhatóság alatt álló Tibet kolostoraiban lett a tibetológia tudományának egyik, világszerte tisztelt megalapítója. Andrássy Manó gróf az 1848–49-es szabadságharc leverése után emigránsként járta be Délkelet-Ázsiát. Kínai és indiai utazásairól készült tanulmányai, rajzai alapján beválasztották a Magyar Tudományos Akadémia tagjai közé.
Xántus János tagja lett az 1868-ban indult osztrák–magyar délkelet-ázsiai expedíciónak, amellyel Kínába is eljutott, s az út során gazdag anyagot gyűjtött.
Széchenyi Béla lovas expedíciója 1880 januárjában a tibeti határ hágóiról ereszkedett le a Jangce völgyébe, és mintegy 100 km-es úton szelte át Délnyugat-Kínában Jünnan (Yunnan) északnyugati részét. Az expedíció tagja volt Gustav Kreitner osztrák térképész és Lóczy Lajos geológus is, aki ennek az ismeretlen vidéknek a feltárásával, eredményeinek közreadásával nemzetközileg is elismert érdemeket szerzett. Tudományos úti beszámolói jelentős hatással voltak Stein Aurél, a magyar származású, de brit állampolgárságú felfedező kínai kutatásaira.
Zichy Jenő 1898-as kínai expedíciójának célja azoknak az állítólagos Árpád-kori okleveleknek a felkutatása volt, amelyeket Batu kán rabolt volna el Magyarországról. Zichy azonban az akkori pekingi zavargások miatt nem jutott be a levéltárba; később kiderült, hogy ott nincsenek magyar anyagok.

## A diplomáciai kapcsolatok kezdetei

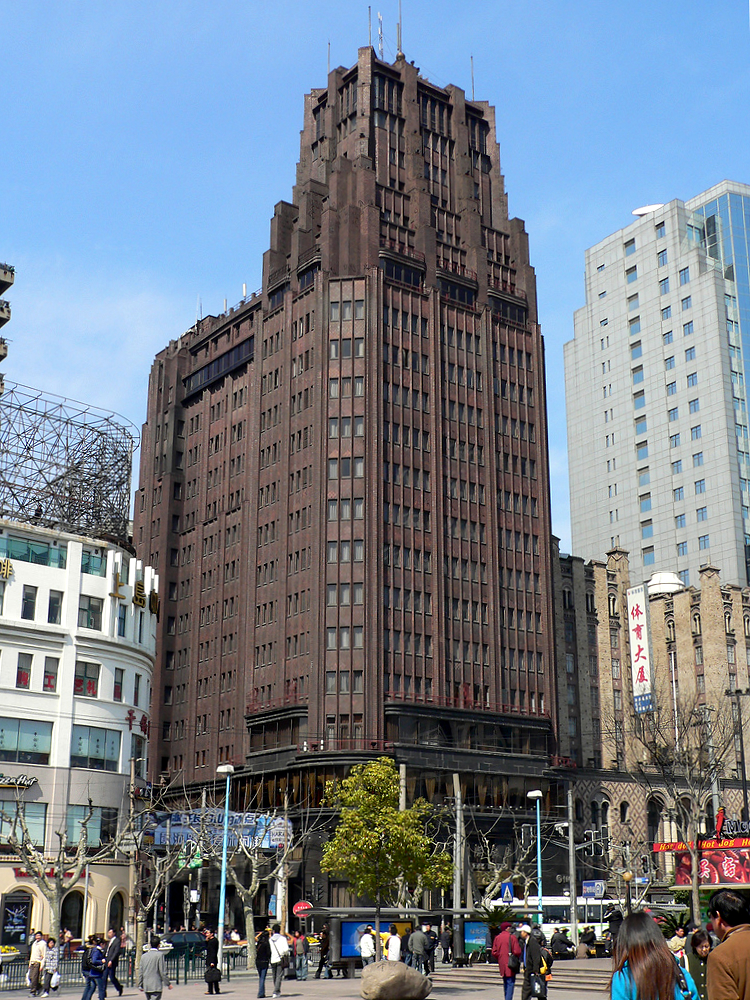
A Hugyec László által tervezett sanghaji Park Hotel (1934) 1958-ig Ázsia legmagasabb épülete volt

Az első szerződést az Osztrák–Magyar Monarchia és Kína között az az osztrák-magyar küldöttség kötötte, aminek Xántus János is tagja volt. 1869. szeptember 2-án Pekingben írták alá ezt a kereskedelmi és hajózási egyezményt, ami 1917-ig maradt érvényben. A szerződés megkötése után a Monarchia főkonzulátust is nyitott Sanghajban. A pekingi követség megnyitására csak jóval később, 1897-ben került sor.
1900-ban az Osztrák–Magyar Monarchia részt vett a bokszerlázadás leverésében, ennek nyomán befolyása erősödött a félgyarmati sorba süllyesztett Kínában. Koncessziós területet szerzett Tiencsin (Tianjin) városában, s konzulátust is nyitott itt, valamint a Santung (Shandong) tartományi Zhifuban, a mai Jentaj (Yantai) városában is.
Kína 1902-ben küldte el első követét Bécsbe, addig a szentpétervári kínai követ látta el ezt a feladatot. 1906-ban egy mandzsu herceg vezetésével kínai delegáció látogatott a Monarchiába, ahol egyebek mellett megtekintették Weiss Manfréd csepeli tölténygyárát; 1910-ben egy másik herceg tanulmányozta a magyar hadiipari üzemeket. 1912–1916 között hét kölcsönszerződést is kötött a két ország. A hivatalos küldöttségek mellett 1904-ben, európai körútja során, Magyarországra látogatott Kang Ju-vej (Kang Youwei) (1858–1927), híres kínai tudós, a száznapos reform vezetője is, aki verset is írt a magyarokról.

## Az elsőtől a második világháborúig
1917. augusztus 14-én Kína az első világháború keretében hadat üzent az Osztrák–Magyar Monarchiának, ezzel a diplomáciai és szerződéses kapcsolatok hosszú időre megszakadtak. A magyar-kínai békeszerződés megkötésére csak 1926-ban került sor. Magyarország kínai képviseletét Hollandia látta el.

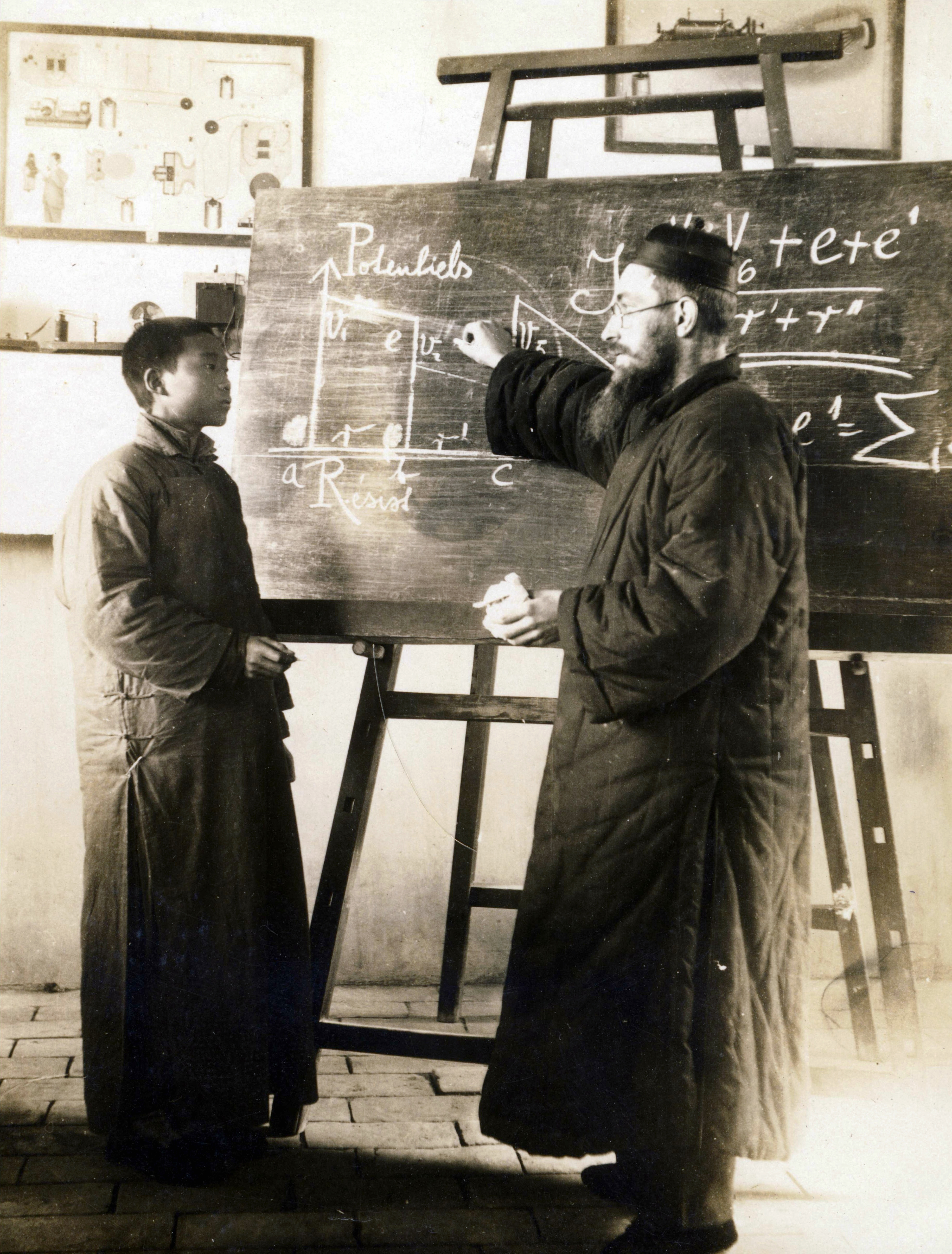
Jezsuita szerzetes a magyar jezsuita misszió iskolájában

Az első világháború után sok oroszországi magyar hadifogoly telepedett le Kínában, főleg Sanghajban, később magyar zsidók is menekültek ide. Volt hadifogolyként került Sanghajba a magyar és szlovák gyökerekkel rendelkező Hugyecz László építész is 1920-ban, majd 1925-ben saját céget alapított, és számos fontos épületet tervezett a nemzetközivé váló nagyvárosban, amelyek jelentősen hozzájárultak Sanghaj arculatához.
Ligeti Lajos a klasszikus utazó tudósok közül utolsóként 1928-tól három évet töltött Belső-Mongóliában nyelvészeti kutatásokkal, a klasszikus mongol írások tanulmányozásával.
Hopp Ferenc már műgyűjtőként utazott Kínába, ahol értékes műkincseket szerzett. Tanácsadója, majd múzeumának első igazgatója Felvinczi Takács Zoltán művészettörténész volt.
A két világháború között számos magyar hittérítő is tevékenykedett Kínában. A jezsuita és a ferences rend, valamint a kalocsai iskolanővérek missziót tartottak fenn.
Az önálló Magyar Királyság csak 1940. október 4-én vette fel a diplomáciai kapcsolatokat Kínával, és oda a tokiói Magyar Királyi Követség vezetőjét, Végh Miklós követet akkreditálták, aki egyidejűleg akkreditálva volt Mandzsukuóban, valamint 1942. március 25-től a nankingi nemzeti kormány mellett is. A Kínai Köztársaság azonban 1941. december 9., azaz Pearl Harbor után csatlakozott a szövetségesekhez, így a két ország a második világháborúban egymással hadat viselő szövetségi rendszerekhez tartozott, ezért a kapcsolatok elhaltak. Hugyecz László viszont 1942-ben a japánok uralta Sanghajban Magyarország tiszteletbeli konzulja lett, sőt 1943 januárjában hivatalos magyar állami konzulátus is nyílt a vezetésével a nagyvárosban. Ezt aztán 1945 májusában a japánok bezáratták.

## Magyarország és Kína kapcsolatai 1949 és 1989 között
A Kínai Kommunista Párt a kínai polgárháborúban aratott győzelme után 1949. október 1-jén kikiáltotta a Kínai Népköztársaság megalakítását. A Rákosi Mátyás vezette Magyarország az elsők között, október 4-én elismerte az új államot, és a két nappal később, október 6-án megérkező gyors kínai válasszal a diplomáciai kapcsolatokat is felvette vele. A két ország azóta is ettől a dátumtól számítja a köztük jelenleg fennálló diplomáciai kapcsolatok létrejöttét. A magyar követ, Safrankó Emánuel 1950. február 15-én, a budapesti kínai követ, Huang Csen (Huang Zhen)  pedig 1950. augusztus 4-én nyújtotta át megbízólevelét. Ezek a gyors lépések nagy elégedettséget váltottak ki a gesztusokra különösen érzékeny kínai politikában, és pozitív hatásaik mind a mai napig érezhetők.
A két pártállami berendezkedésű ország között gyorsan fejlődtek a kapcsolatok. Számos gazdasági, kereskedelmi, távközlési és egyéb szerződést kötött a két fél. A kulturális egyezmény értelmében megkezdődött az ösztöndíjas diákok küldése egymás országaiba, leginkább nyelvtanulás céljával. A magyar ösztöndíjas diákok első csoportja 1950 őszén érkezett Pekingbe. Közülük és a későbbi évfolyamok hallgatói közül került ki a legtöbb magyar sinológus, mint Galla Endre, Mészáros Vilma, Józsa Sándor, Pajor Géza, Miklós Pál, Tálas Barna, Polonyi Péter, Kalmár Éva (néhány Magyarországon tanult szakember, például Tőkei Ferenc és Csongor Barnabás mellett). A Kínából Magyarországra érkezett diákok pedig a magyar nyelv ismeretével a későbbiekben jelentős szerepet töltöttek be a két ország közötti diplomáciai, kereskedelmi, kulturális kapcsolatok mindennapi alakításában, valamint hozzájárultak Magyarország kínai megismertetéséhez.
Bár Pekingből nézve kevés különbséget tudtak tenni a kelet-európai országok között, és mérete alapján a legfontosabb partnernek Lengyelország tűnt számukra, Magyarországgal is gondosan ápolták a kapcsolatokat, sőt úgy látszik, az 1950-es évek közepéig Kína számára fontosabb volt Magyarország, mint fordítva. Rákosi nem szorgalmazta a kapcsolatok bővítését; a Nagy Imre nevével fémjelezett, 1953–55 közötti reformkorszak pedig túlságosan rövidnek bizonyult minőségi változás eléréséhez. Hazánkból leginkább csak alacsonyabb rangú állami vezetők utaztak Kínába, Pekingből viszont magasabb szintű küldöttségek érkeztek. 1956 januárjában a Kínai Népköztársaság alelnöke, Csu Te (Zhu De) marsall vezetett küldöttséget Budapestre, ami a kapcsolatok addigi legmagasabb politikai szintre emelését jelentette.
1956-ban a kínai belpolitikában is jelentős változások történtek. Az 1949-es forradalmi győzelem utáni eufória elmúltával a Kínai Kommunista Párt az elnyomás és a megfélemlítés módszereivel fordult az értelmiség ellen. 1955-re ez a politika olyan súlyos belpolitikai válságot okozott, ami miatt a pártban túlsúlyra kerültek az enyhítés hívei. Csou En-laj (Zhou Enlai) miniszterelnök új kurzust hirdetett meg, realistább politikát, nagyobb mozgáslehetőséget ígért a művészetben és a tudományban, természetesen a kommunista eszmék elsődlegességének fenntartása mellett. A kormányfő egyben az addig etalonnak tekintett szovjet példa szolgai másolását is bírálta, és a hazai tudományos munka gyors fejlesztését szorgalmazta.
1956. május végén a KKP KB Kulturális Osztályának vezetője Mao elnökre hivatkozva, nyilvánvalóan az ő utasítására – meghirdette a konfuciánus elveken nyugvó új értelmiségi politikát, aminek fő jelszavai: Engedjetek minden virágot nyílni! és Engedjetek minden madarat énekelni! voltak.
Ezek a fejlemények Magyarországon is visszhangot váltottak ki, ha hatásuk el is maradt az SZKP ugyancsak ekkoriban, 1956 februárjában tartott XX. kongresszusának, a desztalinizációnak a hatásától. Ez utóbbival kapcsolatban a kínai vezetés álláspontja kettős volt: Sztálin halálával lehetőséget láttak arra, hogy átvegyék az úgynevezett „szocialista tábornak” a vezetését, másrészt a sztálini politika bírálatát, joggal, magukra is vették, és ezért nem értettek egyet azzal. Ennek a kínai pártlap, a Zsenmin Zsipao 1956. április 5-ei híres szerkesztőségi cikkében hangot is adtak, nyíltan védve Sztálint.
Budapesten a kínai változások egyaránt felkeltették a Rákosi és Gerő befolyása alatt álló pártvezetőség, mind az alakulóban lévő pártellenzék, mind pedig a politika iránt érdeklődő közvélemény érdeklődését. A szovjetunióbeli változásokat ellenző Rákosi politikai támogatást várt a KKP-től. A Magyar Dolgozók Pártja (MDP) agitációs és propaganda osztályának belső használatra szánt folyóirata 1956 áprilisi számában közölte a Zsenmin Zsipao Sztálint védelmező cikkét, ami jelezte, hogy az MDP vezetői kivel értenek egyet. A reformokat sürgető párton belüli és kívüli csoportok viszont a szovjetektől való elhatárolódás jeleit keresték a kínai politikában, és szintén támogatást reméltek tőlük.
Aktivizálódott a budapesti kínai nagykövetség is. A nagykövet napi szintű jó kapcsolatokkal rendelkezett a pártközpontban és a kormányzatban egyaránt, de érintkezett a pártellenzék prominenseivel is, köztük Kádár Jánossal is. A nagykövetség információkat gyűjtött a magyar fővárosban tanuló kínai diákok révén is az országban uralkodó hangulatról. A pekingi vezetésnek így viszonylag jó képe alakult ki a magyar belpolitikai helyzetről.
A pekingi magyar nagykövetség sokkal kevésbé tudott információkat szerezni, bár már volt néhány kínaiul beszélő munkatársa is. A helyzet akkor változott, amikor 1956 májusában Száll József tanácsos lett az új első beosztott, azaz a nagykövet helyettese, aki tehetséges kapcsolatépítése révén messze kiemelkedett a diplomaták közül. 1956 nyarán már jelenteni tudta Budapestnek, hogy a kínai vezetőket (beleértve Mao Ce-tungot) élénken foglalkoztatják a magyar fejlemények.

### Kína és az 1956-os magyar forradalom
1956 tavaszától, nyarától a magyar-kínai kapcsolatok intenzívebbé váltak. A Magyar Néphadsereg Központi Művészegyüttese 1956. szeptember 7-én 217 fős küldöttséggel indult Kínába a két ország közötti jó kapcsolatok demonstrálása céljából is. A KKP VIII. kongresszusára, ugyancsak szeptemberben, magas rangú magyar pártküldöttség utazott Pekingbe Kádár Jánosnak a vezetésével, aki Rákosi Mátyás bukása után visszakerült az MDP Politikai Bizottságába, és a Központi Vezetőség egyik titkára lett. A pártküldöttség összetétele tükrözte a párton belüli különbségeket, megosztottságot: Hidas István és Szkladán Ágoston, aki pekingi nagykövetként szintén a küldöttség tagja volt, a régi vezetés híveinek mutatkoztak, Kádár János és Szántó Zoltán viszont a változások mellett álltak.
A korabeli magyar sajtóban a kínai pártkongresszus viszonylag élénk érdeklődést keltett, különös tekintettel az ott megjelenő szovjet-kínai ellentétekre, arra, hogy a Mikoján vezette szovjet küldöttség idő előtt távozott onnan. Kína tekintélye 1956 szeptemberében és októberében nőtt Magyarországon a szovjetek ellenében is.
Ugyancsak ebben az időszakban került sor a magyar-japán diplomáciai kapcsolatok rendezésére is a második világháború okozta szünet után. A magyar pártdelegáció eredetileg úgy tervezte, hogy Szántó Zoltán utazik át Tokióba ebből az alkalomból, de Csou En-laj azt javasolta, hogy a tehetséges fiatal diplomatát, Száll Józsefet küldjék a magyarok a japán fővárosba. A javaslatot a magyar fél elfogadta, és Száll Hongkongon keresztül Japánba repült, ahol részt vett az ENSZ regionális, ázsiai és távol-keleti gazdasági bizottságának 1956. október 29. és november 5. közötti értekezletén is.
Az 1956. október 23-i budapesti forradalom idején tehát a magyar nagykövetség megfelelő vezető nélkül maradt. A teljesen képzetlen Szkladán nagykövet sem volt Pekingben, helyettese, Száll József tanácsos Tokióban volt. Az ideiglenes ügyvivői feladatokat a fiatal sinológus, kulturális ügyekkel foglalkozó II. titkár, Galla Endre látta el. A nagykövetségen elsősorban az információk hiánya miatt fejetlenség uralkodott. A Pekingben dolgozó magyarok egy része rákosistáknak tartotta a diplomatákat. A budapesti hírek hatására november elején Forradalmi Bizottságot is felállítottak a nagykövetségen, amely azonban a gyakorlatban nem működött. 1956. november 1-jén a budapesti Külügyminisztérium forradalmi bizottmánya (más rákosistának minősített diplomatával együtt) kezdeményezte Szkladán Ágoston nagykövet azonnali leváltását is.
A meggyengült magyar diplomáciai képviseletet a kínai vezetés nem tartotta megfelelő partnernek, inkább saját csatornáikon keresztül (Budapest, Varsó, Moszkva), valamint a nemzetközi sajtóból tájékozódtak egészen 1957 tavaszáig, az új nagykövet, Nógrádi Sándor kiérkezéséig.
A KKP vezetését 1956 októberének végén előbb a lengyel válság, majd a magyarországi forradalom, valamint a szuezi konfliktus, az Egyiptom ellen végrehajtott angol-francia-izraeli agresszió foglalkoztatta. A lengyelországi helyzettel, Władysław Gomułka tervezett politikai visszatérésével kapcsolatban a Szovjetunió ingerülten, katonai beavatkozással fenyegetve reagált. Ez aggodalmat keltett a pekingi vezetésben, ezért magas rangú kínai pártküldöttség utazott Moszkvába a KKP második embere, Liu Sao-csi (Liu Shaoqi) vezetésével, amelynek tagja volt a párt főtitkára (ez a rang akkoriban Mao Ce-tung (Mao Zedong) elnök és Liu Sao-csi (Liu Shaoqi) után sorolt), Teng Hsziao-ping (Deng Xiaoping) is. A delegáció október 23-án érkezett Moszkvába, így akkor a lengyel kérdés mellett már a budapesti fejleményekkel kapcsolatban is konzultálniuk kellett.
A lengyel kérdésben a kínai küldöttség sikerrel győzte meg a szovjeteket arról, hogy egy katonai beavatkozás csak felkorbácsolná a lengyel nép oroszellenes érzelmeit, és hogy a lengyel kommunista állampárt, a Lengyel Egyesült Munkáspárt (LEMP) élén Gomułka védelmezni fogja a szocializmus ügyét. A magyar kérdésben a kínaiak egy ideig bizonytalankodtak. Amikor azonban Nagy Imre deklarálta Magyarország kilépését a Varsói Szerződésből, Mao Ce-tung (Mao Zedong) hozzájárult a magyar forradalom leveréséhez, mivel a taktikai különbségek ellenére egyetértett a Szovjetunióval abban, hogy a szocializmus feladását akár fegyveres erővel is meg kell akadályozni.
1956. november 4-e után a kínai pártvezetés azonnal, határozottan kiállt a Kádár-kormány mellett, elismerték azt, és akkoriban jelentős összegnek számító  30 millió rubeles (7,5 millió dolláros) gyorssegélyt nyújtottak. A budapesti kínai nagykövet tanácsaival segítette Kádár Jánost. Az új magyar kormány már 1956. december elején hitelkéréssel fordult Pekinghez, amit a kínai fél 1957 májusában teljesített is.
A magyar eseményeknek már 1956 végén jelentős visszhangja kelt Kínában. A pártvezetés számos intézkedést hozott annak érdekében, hogy megelőzzék a belpolitikai helyzet esetleges romlását. A biztonsági intézkedések mellett javították a közellátást, emelték az életszínvonalat, ezzel el is érték céljukat.
1956 végére a pekingi magyar diplomáciai testület és a Kínában tartózkodó magyarok (akiket együttesen „magyar kolóniának” neveztek a helyi közbeszédben) helyzete fokozatosan konszolidálódott. November közepén visszatért Pekingbe Száll József és ideiglenes ügyvivőként átvette a nagykövetség vezetését. A hazai és különböző diplomáciai forrásokból hamarosan képet alkotott a budapesti fejleményekről, és a Kádár-kormány mellett foglalt állást. A kínai pártvezetés ebben aktívan segítette magyarokat, például a még mindig Kínában turnézó Honvéd Művészegyüttes pekingi előadásain megjelentek a kínai pártvezetés jelentős személyiségei, köztük Csou En-laj (Zhou Enlai) miniszterelnök, és a beszélgetések során igyekeztek megnyugtatni a magyar vendégeket.
Csou En-laj (Zhou Enlai) kínai miniszterelnök 1956. november 16-án már régebben tervezett ázsiai körútra indult. Útjának fő célja Kína és az ázsiai országok közötti kapcsolatok javítása volt, de azt kezdettől fogva felhasználta a Magyarországgal kapcsolatos propaganda céljára. Ezekben a hetekben-hónapokban Magyarország nemzetközi megítélése a forradalom leverése miatt ugyanis a mélyponton volt. Csou En-laj (Zhou Enlai) az őt vendégül látó ázsiai országok vezető politikusaival igyekezett elfogadtatni a magyarországi események szovjet és kádári interpretációját, s igazolni a szovjet katonai beavatkozást. Különösen fontosak voltak a Dzsaváharlál Nehru indiai miniszterelnökkel folytatott tárgyalásai, amelyek során sikerült az indiai álláspontot a Kádár-kormány számára kedvező módon befolyásolni. A kínai miniszterelnök hosszú körútjának programját megváltoztatva, 1957 januárjában a Szovjetunióban, Lengyelországban és Magyarországon is járt. A magyarországi kötetlen tárgyalásokról készült feljegyzésből kitűnik, hogy a kínai fél a magyar nemzeti felkelés vezetőinek várható kivégzése helyett jobbnak tartotta volna azok életben tartását és későbbi felhasználásukat, de az is kiderül, hogy végső soron nem kifogásolták a Kádár, Marosán és Münnich által hangoztatott érveket és a kivégzéseket.
A kínai pártlap, a Zsenmin Zsipao (Zsenmin Zsipao) 1956. december végén „Még egyszer a proletárdiktatúra történelmi tapasztalatáról” címmel nagy szerkesztőségi cikket közölt, ami a magyar forradalmat ellenforradalomként értékelte, a történtekért a felelősséget az amerikai imperializmusra hárította, továbbá a sajátos jugoszláv útnak, az úgynevezett nemzeti kommunizmusnak az elvetésével is elméleti támogatást nyújtott a Kádár-kormánynak és a kemény megtorlásra készülő erőknek.

### A magyar-kínai kapcsolatok alakulása 1957–1959-ben
1957-től a két kommunista ország nagy figyelmet fordított egymásra. A pártvezetések előtt álló gondok hasonlóak voltak a két országban: a nyugati közvélemény mindkét országot az antidemokratikus politikai berendezkedés mintapéldájának tekintette;  jelentős volt az értelmiségi szembenállás a kommunista párt totális uralmával.
A két ország kommunistái közötti jó viszony érdekes jele volt, hogy 1957. május 1-jén, amikor a Hősök terén több mint százezres nagygyűlést sikerült szervezni a kádári konszolidáció támogatására, a május 1-jére kiadott ünnepi jelszavak között között, először és utoljára szerepelt a kínai kommunisták külön köszöntése is. A magyar sajtó bőségesen tudósított a kínai szocialista építő munka eredményeiről – bár ezeket a tudósításokat Pekingből bírálták, mert nem helyeztek elég hangsúlyt az ottani kampányokra a jobboldali nézetek ellen.
A magyar forradalomnak is volt közvetlen hatása a kínai belpolitikára. Az ottani pártvezetés elleni belső ellenállás 1957 tavaszán felerősödött, és sokan hivatkoztak az előző őszi magyarországi eseményekre. Ezt a fajta ellenállást a korabeli kínai pártzsargonban „kis magyar eseményeknek” nevezték. Ez legnyíltabban 1957 június elején, a vuhani megmozdulásban manifesztálódott, amikor az ottani egyetem hallgatói néhány napig tüntetéseket, akciókat szerveztek a párturalom ellen. A kínai pártvezetés, Maoval az élen, szintén tanulmányozta az ő szóhasználatukban „ellenforradalom” tanulságait. Nagyobb figyelmet fordítottak az életszínvonal emelésére, a lakosság kényelmét szolgáló intézkedések egész sorát vezették be. Mao egy beszédében a dogmatizmus ellen úgy érvelt, hogy intette a pártkádereket: ne kövessék Rákosi példáját.
1957 nyarán vetődött fel a két fél vezetőinek felső szintű találkozója az 1956-os kínai támogatás és Csou En-laj (Zhou Enlai) januári látogatása viszonzása jegyében. A végül az október 1-jei kínai nemzeti ünnepre időzített látogatáson a magyar delegáció csak három főből állt, Kádár Jánost Marosán György kísérte el, és hozzájuk csatlakozott Nógrádi Sándor nagykövet. Az MSZMP vezetői a lassan érezhetővé váló szovjet-kínai ellentétek miatt meglehetősen óvatosak voltak, a kínai fél azonban nagyobb jelentőséget tulajdonított a magyar látogatásnak, ezzel is hazai jobboldal-ellenes politikájának a helyességét kívánta alátámasztani.
A kínai látogatásnak, Mao elnök népszerűségének, a KKP tekintélyének nagy érzelmi hatása volt Kádár Jánosra, amint azt a pártaktíva előtt elmondott hazai beszámolójából is érzékelni lehetett.
1958 elején Nyers Rezső vezetésével szövetkezeti küldöttség látogatott Kínába. Tárgyalásaikon már érzékelhették a belső kínai feszültségek fokozódását, a nagy ugrás politikájának előkészítését. Csen Ji külügyminiszter elmondta a magyaroknak, hogy a rendszerrel elégedetlenkedő értelmiségieket át kell nevelni a falun végzett fizikai munka révén, mivel „a parasztok és a munkások politikailag fejlettebbek, és majd ezek kordában tartják őket”.
A kínai belpolitikai helyzet kiéleződése még a Nagy Imre-perre is hatással volt. Bár ennek a per kimenetelére a szovjet befolyástól eltérően döntő befolyása nem lehetett, a kínai vezetés az 1958 februárjában megkezdett, majd egy időre elnapolt Nagy Imre-perrel kapcsolatban megkeményítette korábbi álláspontját és egyértelműen annak folytatása mellett volt, „szabad utat engedve” a politikai gyilkosságoknak, azután pedig Peking határozottan visszautasította a nemzetközi felháborodást és kiállt a Kádár-rezsim mellett.
1958-ban Kínában hónapról-hónapra szaporodtak a nagy ugrás kampánya jegyében a voluntarista intézkedések, amelyek százmilliók sorsát befolyásolták kedvezőtlenül, a magyar sajtó szinte semmit nem érzékeltetett a problémákból, sőt a lelkesedést hangsúlyozó beszámolók jelentek meg a népi kohókról, népi kommunákról. 1958 decemberében Révész Géza honvédelmi miniszter vezetésével látogatott küldöttség Kínába. Az útról készült hivatalos belső beszámoló sem tartalmazott semmiféle kritikai elemet a kínai helyzetről.
1958-59-ben mindkét ország fokozta nemzetközi propagandáját. 1958 őszén Kína hazai baráti társaságokat hozott létre 11 különböző országhoz fűződő kapcsolatai fejlesztésére, köztük volt a Kínai-Magyar Baráti Társaság is. Válaszul 1959 májusában Magyarországon is megalakult a Magyar–Kínai Baráti Társaság Molnár Erik elnök és Galla Endre főtitkár vezetésével. A Magyarországi Tanácsköztársaság 40. évfordulójára pedig Csu Te (Zhu De) marsall vezetésével reprezentatív kínai küldöttség látogatott Magyarországra.
Nagyobb jelentősége volt azonban a Münnich Ferenc vezette párt- és kormányküldöttség 1959 április-májusi távol-keleti útjának, aminek fő állomása Kína volt. A magyar miniszterelnök ez alkalommal írta alá az ünnepélyes Magyar-Kínai Barátsági és Együttműködési Egyezményt. A látogatás fényét azonban elhomályosította a CIA által támogatott tibeti felkelés és annak kínai leverése, a dalai láma menekülése Tibetből Indiába. Ezek a fejlemények kiélezték kínai-indiai kapcsolatokat.
Kína külső és belső nehézségei ebben az időben erőteljesen növekedtek. India mellett egyre romlottak kapcsolatai a Szovjetunióval is, ahol Nyikita Szergejevics Hruscsov pragmatikus politikát igyekezett folytatni, mind az Egyesült Államok, mind India viszonylatában. Ellátogatott az Egyesült Államokba is, ami kiváltotta Kína erős bírálatát. A kínai belpolitikában pedig a nagy ugrás politikájáról ebben az időszakban derült ki annak teljes kudarca. Peng Tö-huaj (Peng Dehuai) marsall belső fórumokon rá is mutatott a nagy ugrás negatívumaira, ezért Mao Ce-tung politikai helyzete megrendült, belső hatalmi harc kezdődött.
Ilyen előzmények után került sor újabb, magas szintű magyar küldöttség pekingi látogatására a KNK megalakulásának 10. évfordulójára Dobi István, az Elnöki Tanács elnöke vezetésével. A kínai vezetés meleg fogadtatásban részesítette a magyar delegációt, ami részben Dobi István, az ismert parasztpolitikus személyének szólt, részben pedig a felszín alatt éleződő kínai-szovjet ellentétekkel is függött össze, mintegy demonstrálva, hogy a Szovjetunióval szemben más szocialista országokkal tudnak baráti kapcsolatokat ápolni. Dobi azonban a magyar politikának megfelelően a kínai eredmények dicsérete mellett mindig kiemelte a szovjetek szerepét is. A látogatásnak azonban jellegéből fakadóan leginkább protokolláris jelentősége volt.
Az MSZMP 1959. novemberi VII. kongresszusán, ami megerősítette Kádár János vezető szerepét, a kínai küldöttséget Tan Csen-lin PB-tag, miniszterelnök-helyettes vezette.
1959 decemberében, a Külügyminisztérium szokásos évi követi értekezletén Nógrádi Sándor pekingi nagykövet részletes beszámolót tartott a kínai helyzetről és arról alapvetően pozitív képet adott, elhallgatva a kínai ultrabalos politika addigra már nyilvánvalóvá vált nehézségeit. A nagy ugrás kudarca, a szovjet-kínai ellentétek kiéleződése ekkor még ebben a belső körben is tabutéma volt.
Bár a magyar vezetők még sokáig kerülték a nyílt állásfoglalásokat a voluntarista kínai kül- és belpolitikával kapcsolatban, a jó kapcsolatokat Magyarország és a Kínai Népköztársaság között egyre nehezebb volt fenntartani. A kínai-szovjet vitában állást kellett foglalni, ami a magyar kommunisták számára végső soron csak a Moszkva melletti kiállást jelenthette. A kínaiak az 1960-as évek elején még hivatkoztak időnként a közös érdekekre, a közös tapasztalatokra, de a két kommunista párt útja fokozatosan elvált egymástól.

### Mélypont a kapcsolatokban a kulturális forradalom idején
A kínai kulturális forradalom (1966-1976) a két ország közötti kapcsolatokban csakúgy, mint általában Kína külkapcsolataiban, súlyos törést okozott. A pártkapcsolatok megszakadtak, az állami és gazdasági kapcsolatok mélypontra kerültek. Kína három évig nagykövetet sem nevezett ki Budapestre, magyar nagykövet azonban mindvégig volt Pekingben. Kína Magyarországot már nem tartotta szocialista országnak, viszont nyíltan támogatták az itt is megjelenő kis maoista csoportosulásokat, mint Haraszti Miklóst és körét. 1970-től a helyzet némileg javult, a kapcsolatok lassan kezdtek újraépülni.

### Reformerek kapcsolatai a kulturális forradalom után

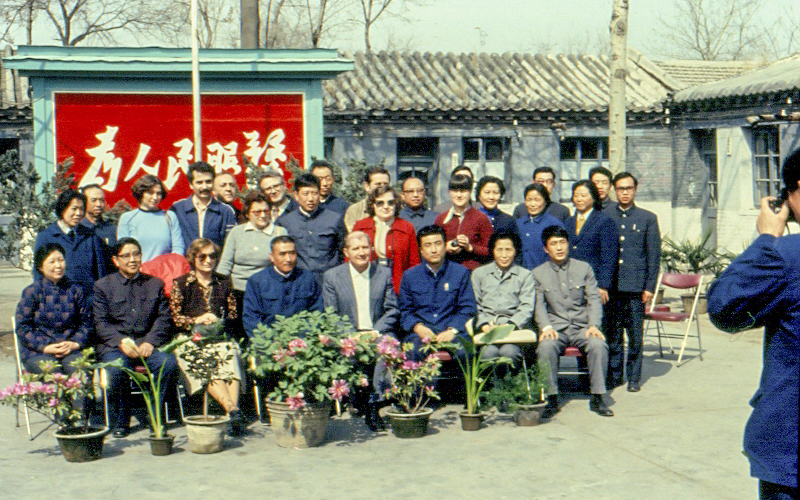
A pekingi magyar nagykövetség munkatársainak protokolláris látogatása a „Kínai-magyar barátság” nevű népi kommunában (1982)

A kulturális forradalom után, a kínai gazdasági rekonstrukció idején a kínai szakemberek, köztük maga Teng Hsziao-ping (Deng Xiaoping) is, nagy figyelmet fordítottak az 1968-ban bevezetett (majd 1973-ban leállított) magyarországi új gazdasági mechanizmus tapasztalataira.
A kínai „reform és nyitás” kezdetét jelentő 1978-as pártplénum a magyar-kínai kapcsolatokra is ösztönzően hatott. Számos kínai reformpolitikus, közgazdász, szakértő utazott Magyarországra a reformpolitika tanulmányozására. 1984-től új gazdasági, kereskedelmi, műszaki-tudományos, kutatási, egészségügyi, rádiós-televíziós, turisztikai szerződések, egyezmények születtek. 1987-ben a két testvérpárt vezetői látogatást tettek egymás országaiban: Csao Ce-jang (Zhao Ziyang) Magyarországra, Kádár János Kínába látogatott. 1988 decemberében Várkonyi Péter külügyminiszter Kínában megállapodást írt alá a vízumkényszer eltörléséről (ezt 1992-ben visszavonták), és megnyitotta Magyarország sanghaji főkonzulátusát.

## Kétoldalú kapcsolataink alakulása a rendszerváltás után

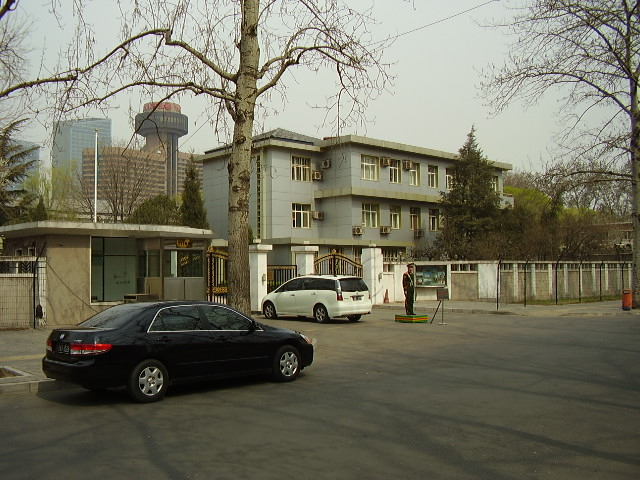
Magyarország pekingi nagykövetsége 2008-ban

A magyarországi rendszerváltás után a két ország társadalmi rendszerének ideológiai közelsége megszűnt, de a kapcsolatok kiegyensúlyozottak maradtak. Ugyanakkor elhárultak a politikai akadályai annak, hogy Magyarország és Tajvan között – az „egy Kína elv” betartásával – közvetlen gazdasági kapcsolatok létesüljenek, Budapesten és Tajpejben hivatalos kereskedelmi képviseletek nyíljanak.
Hazánkat ebben az időszakban erősen lekötötték gazdasági problémái, külpolitikailag pedig fő prioritása az euroatlanti integráció volt. Ennek ellenére folytatódott a magas szintű kapcsolattartás Magyarország és a Kínai Népköztársaság között. 1991-ben egy kínai államtitkár látogatott hazánkba, akivel beruházásvédelmi egyezményt írtunk alá. Ezután került sor az ebben a viszonylatban különösen nagy jelentőséggel bíró felső szintű találkozókra. 1994-ben Göncz Árpád köztársasági elnök látogatott Kínába, 1995-ben Csiang Cö-min (Jiang Zemin) államelnök-pártfőtitkár érkezett hozzánk. Miniszteri és alacsonyabb szinten is rendszeresek voltak az érintkezések.
2003-tól a Medgyessy-kormány a kínai kapcsolatok fejlesztését prioritásnak nyilvánította, ez év augusztusában a magyar miniszterelnök kínai látogatást tett. 2004 júniusában Hu Csin-tao (Hu Jintao) államelnök-pártfőtitkár volt Magyarország vendége. A látogatás során aláírt közös nyilatkozatban a kapcsolatok új politikai minősítéseként a „baráti és együttműködési partnerség” fogalmát határozták meg, ezzel új szakasz kezdődött a kapcsolatok fejlesztésében.
Újra megnyílt az 1990-ben bezárt sanghaji magyar főkonzulátus, közvetlen repülőjárat indult Peking és Budapest között, Budapesten megnyílt a Magyar–Kínai Két Tanítási Nyelvű Általános Iskola, magyar részről a kínai kapcsolatokat külön miniszterelnöki megbízott felügyelte. 2009-ben a Budapesti Nemzetközi Vásár díszvendége Kína volt. A gazdasági együttműködés is ütemesen bővült. Magyarországnak Kína a tizedik legfontosabb export-import partnere lett.
Gyurcsány Ferenc miniszterelnök 2005 szeptemberében kínai hivatalos látogatásán első magyar kormányfőként kereste fel Hongkongot. Főleg gazdasági kérdésekről tárgyalt Ceng Csing-hung kínai alelnökkel, Ven Csia-pao miniszterelnökkel és a Kínai Fejlesztési Bank elnökével.
Két évvel később, 2007 szeptemberében kezdődött az addigi legnagyobb gazdasági, idegenforgalmi és kulturális magyar megjelenés a kelet-ázsiai országban, a Magyar Évad Kínában. A 2008 tavaszáig tartó rendezvénysorozatot Gyurcsány Ferenc miniszterelnök nyitotta meg, aki négynapos látogatása során első magyar kormányfőként Sanghajba is ellátogatott.
A Magyar Évad rendezvényeinek célja elsődlegesen a gazdasági kapcsolatok ösztönzése volt. Emellett jelentős kulturális eseményekre is sor került; a rendezvénysorozatnak ez a része a „Szabadság, szerelem” címet kapta, mivel Petőfinek ez a verse Kínában is széles közben ismert és népszerű. A kulturális, turisztikai, gasztronómiai és gazdasági rendezvényekre nyolc kínai városban került sor.
Gyurcsány Ferenc részt vett a 2008-as pekingi olimpia megnyitóján is, és találkozott Ven Csia-pao kínai miniszterelnökkel. A pekingi olimpia több magyar vállalkozásnak, köztük kiemelten a Graboplastnak nyitott új exportlehetőséget. 2008-ban Bajnai Gordon nemzeti fejlesztési és gazdasági miniszterként tárgyalt Pekingben Csen Tö-ming kereskedelmi miniszterrel.

A kulturális kapcsolatok is új virágkorukba léptek: 2006-ban megnyílt Budapesten az ELTE Konfuciusz Intézet, 2007–2008-ban magyar évadot rendeztek Kína több városában, 2008-ban a Budapesti Könyvfesztiválnak Kína volt a díszvendége. Jelentősen bővült a diákcsere.
2009-ben Magyarország és a Kínai Népköztársaság közötti diplomáciai kapcsolatok felvételének 60. évfordulója alkalmából Kína a Budapesti Nemzetközi Vásár díszvendége volt. Ebben az évben a kínai tőzsde, a Chinese Stock Exchange és az ITD Hungary (Magyar Befektetési és Kereskedelemfejlesztési Zrt.) szerződéses együttműködést indított annak érdekében, hogy támogassa a magyar kis- és középvállalatok (SME) belépését a kínai piacra, kapcsolatok kialakítását az ottani SME partnerekkel.
2009 decemberében a Fidesz hivatalosan felvette a pártközi kapcsolatokat a Kínai Kommunista Párttal Orbán Viktor pekingi látogatása során, ahol fogadta őt Hszi Csin-ping (Xi Jinping), a KKP központi bizottsága politikai bizottsága állandó bizottságának tagja, az ország akkori alelnöke. Korábban a Fidesz és különösen ifjúsági szervezete, a Fidelitas, rendszeresen bírálta Kínát az emberi jogok ottani helyzete valamint Tibet ügyében, és az előző nyolc év szocialista kormányait rendre azzal támadta, hogy nem vetik fel ezeket a kérdéseket az államközi tárgyalásokon. 2010 után viszont a Kínával szembeni bírálataik megszűntek, sőt a második Orbán-kormány úgy deklarálta a „keleti nyitást” és a Kínához fűződő kapcsolatok erősítését, mintha ez ellentétben állna a korábbi kormányok gyakorlatával.
2010. februárban új magyar főkonzulátus nyílt Csungking (Chóngqìng)ban, az egyik legfontosabb belső-kínai gazdasági központban, a már ott lévő külföldi konzulátusok között hetedikként.
Orbán Viktor miniszterelnökké választása után már 2010 őszén hivatalos látogatáson vett részt 2010-es sanghaji világkiállítás záróeseményein és tárgyalásokat folytatott Ven Csia-pao miniszterelnökkel, aki 2011 júniusában 24 év után első kínai kormányfőként látogatott Magyarországra.
2014 februárjában Orbán Viktor újabb kínai hivatalos látogatásán találkozott Pekingben Li Ko-csiang (Li Keqiang) új miniszterelnökkel, és fogadta őt Hszi Csin-ping (Xi Jinping) kínai elnök is. A magyar miniszterelnök és a Bank of China elnökének találkozóján megállapodás született arról, hogy a kínai bank Magyarországon hozza létre regionális központját.
2014 decemberében Belgrádban a Kína – Közép- és Kelet-Európa csúcsértekezlet keretében Orbán Viktor magyar, Aleksandar Vučić szerb és Li Ko-csiang (Li Keqiang) kínai miniszterelnökök aláírták a Budapest-Belgrád vasútvonal korszerűsítéséről szóló megállapodást.
2015. november 23-26. – Orbán Viktor miniszterelnök Szucsou (Suzhou)ban, az immár évente sorra kerülő Kína – Közép- és Kelet-Európa csúcstalálkozón Li Ko-csiang (Li Keqiang) kínai kormányfővel tárgyalt, és a régió többi államának vezetőjével együtt fogadta őt Hszi Csin-ping (Xi Jinping) kínai államfő. A magyar kormányfő Pekingben találkozott a Bank of China vezetőségével, majd a Pekingi Nemzetközi Tanulmányok Egyetemén részt vett a Magyar Kutatóközpont táblaavató ünnepségén.
2016 novemberében Rigában került sor a Kína – Közép- és Kelet-Európa csúcstalálkozóra, ahol Orbán Viktor kétoldalú tárgyalásokat is folytatott Li Ko-csiang (Li Keqiang) kínai kormányfővel.
2017 májusában Orbán Viktor miniszterelnök vezetésével újra magyar küldöttség járt Kínában az „Egy övezet, egy út” elnevezésű nemzetközi együttműködési fórum alkalmából. A magyar kormányfő tárgyalt Hszi Csin-ping (Xi Jinping) kínai államfővel, Li Ko-csiang (Li Keqiang) miniszterelnökkel, majd megkoszorúzta a Tienanmen téri Hősök emlékművét. A látogatás alkalmával a kínai kormány az ottani legmagasabb, átfogó stratégiai partnerség szintjére emelte a magyar-kínai kétoldalú együttműködést, több gazdasági, turisztikai, kereskedelmi megállapodást is aláírtak.
2017 novemberében Budapesten rendezték meg az immár 16+1 néven is emlegetett csúcstalálkozót Kína és a kelet- és közép-európai országok részvételével, amelyen részt vett Li Ko-csiang (Li Keqiang) kínai kormányfő is. Ez alkalommal Magyarország és Kína több mint tíz megállapodást kötött.

### Gazdasági kapcsolatok a rendszerváltás után

#### Kereskedelem
A két ország közötti kereskedelmi kapcsolatok a rendszerváltás után megszabadultak a politikai szempontoktól és kizárólag gazdasági alapokon stabilizálódtak. Mindkét kormány elsődleges célja a kétoldalú kapcsolatokban a gazdasági előnyök szerzése volt. Kína a 2010-es években Magyarország ötödik legfontosabb partnere a magyar import szempontjából, és a 15. helyen van a magyar exportban. Az Európai Unión kívüli kereskedelmi partnereink között a második helyen van Oroszország után, Kína számára pedig a harmadik legfontosabb partner a kelet-közép-európai országok között Lengyelország és a Cseh Köztársaság után.
Magyarország kereskedelmi kapcsolatokat alakított ki Pekingen és Sanghajon kívül is a legfontosabb kínai tartományokkal és városokkal, mint Kuangtung (Guangdong), Kuanghszi (Guangxi), Csöcsiang (Zhejiang), Csiangszu (Jiangsu) tartományok, és Tiencsin (Tianjin) városa.
Magyarország kereskedelmi kapcsolatai Kínával – hasonlóan az Európai Unió többi országához – gyorsan fejlődtek az ezredforduló után, a forgalom tíz év alatt megtízszereződött. Egyidejűleg azonban jelentősen nőtt a deficit is, azaz a kínai export növekedése messze meghaladta a Kína importjának növekedését. Azonban abszolút számokban Magyarország is jelentősen bővíteni tudta exportját még a 2009-es válságévben is, amikor egyébként a világkereskedelem egésze csökkent. Ebben az évben a kétoldalú kereskedelmi forgalom értéke 6,81 milliárd US$ volt, ebből a magyar export 1,47 milliárd dollárt tett ki. Ez az előző évhez képest 6,5%-os exportnövekedést jelentett, míg a magyar import Kínából ebben az évben 13%-kal csökkent, ezzel a magyar deficit csökkent. Hasonló fejleményekre került sor 2012-ben is, amikor a magyar export 7%-kal nőtt, az import pedig 11%-kal csökkent.
Ami az áruforgalom szerkezetét illeti, a fő termékek a gépjárművek és alkatrészeik, elektronikus és távközlési cikkek. 2013-ban Kína volt a az ötödik legnagyobb import-partnere Magyarországnak Németország, Oroszország, Ausztria és Szlovákia után. A magyar export 1900 fajta terméket foglalt magában, az import 650 féle cikket. A legfontosabb importcikkek
elektromos és elektronikus eszközök voltak, amiket a gépek, mobiltelefonok, orvosi optikai termékek követtek. A közhiedelemmel ellentétben a textil és a ruházati cikkek a magyar importnak mindössze 0,6%-át tették ki.

#### Tőkebefektetés
A 2000-es évek elejétől a gyors kínai gazdasági fejlődés és az ott kialakuló tőkefelesleg nyomán számos nagy együttműködési projekt, magyarországi kínai befektetés lehetősége merült fel. Ezek közül azonban a gyakorlatban kevés valósult meg. Hosszabb előkészítés után vásárolta meg 2011-ben a Wanhua kínai vegyipari vállalat BorsodChemet, ami 2018-ig a legnagyobb kínai befektetés Magyarországon. A Huawei vállalat 2013-ban nyitotta meg hazánkban új európai logisztikai központját.
Egy 2014-es tanulmány szerint Kínából addig összesen mintegy 2,5 milliárd USD érkezett Magyarországra, ebből 1,5 milliárdot a Wanhua-BorsodChem üzlet képvisel. A többi, ígéretesnek beharangozott kínai-magyar óriásprojekt közül (a MALÉV megvásárlása, gyorsvasút Ferihegyre, vasúti körgyűrű Budapest körül, napelemgyár, magyar államkötvények vásárlása) 2018-ig semmi nem valósult meg.
Peking ugyanis leginkább saját infrastruktúra-építési kapacitását szeretné lekötni, és befektetései után hasznot remél. Magyarország viszont az EU-tól ingyen kap pénzt infrastruktúra-fejlesztésre, így nincs értelme kínai hitelből, kínai cégekkel építtetni utakat vagy hidakat. A vállalatfelvásárlások terén pedig Kína olyan európai vállalatokat keres, amelyek révén korszerű fontos technológiához, know-how-hoz juthat.
Az egyetlen, de nagyon jelentős „élő” projekt a Budapest–Belgrád-vasútvonal felújítása, amire azért van szükség, mert Kína megvette Görögországban Pireusz kikötőjét, és onnan vasúton szállítana árut Európába. A projekt értéke 750 milliárd forint körül lehet, de projekt részleteit 10 évre titkosították. Ennek nagy részét Magyarország számára nyújtott kínai hitel fedezné. Az elvi döntés 2013. november 25-én a Bukarestben zajló Kelet-Közép-Európa–Kína-csúcstalálkozón született meg a kínai, a magyar és a szerb kormányfő részvételével. Ennek megfelelően a Budapest és Kelebia közötti 166 km hosszú, egyvágányú pályát kétvágányúvá fejlesztik. Az ellenzék a projektet rendkívül drágának és a magyar érdekekkel ellentétesnek tartja, mivel a vasútvonal Magyarországon jelentős települést nem érint, megépítését főleg kínai vállalatok végzik majd, a számlát pedig a magyar adófizetők állják.

## Kína budapesti missziójának vezetői
A Kínai Népköztársaság által Budapestre delegált képviselők az alábbiak voltak:
- Huang Csen (黄镇, Huang Zhen) (1950. augusztus – 1954. október)
- Hao Te-csing (郝德青, Hao Deqing) (1954. november – 1960. január)
- Csaj Cö-min (柴泽民, Chai Zemin) (1960. február – 1964. július)
- Han Ko-hua (韩克华, Han Kehua) (1964. augusztus – 1967. augusztus)
- Lü Csi-hszien (吕志先, Lü Zhixian) (1970. augusztus – 1973. február)
- Li Ce-vang (李则望, Li Zewang) (1973. március – 1976. december)
- Liu Tie-seng (刘铁生, Liu Tiesheng) (1977. március – 1978. május)
- Feng Jü-csiu (冯于九, Feng Yujiu) (1979. április – 1983. január)
- Ma Lie (马列) (1983. március – 1985. május)
- Csu An-kang (朱安康, Zhu Ankang) (1985. szeptember – 1989. szeptember)
- Taj Ping-kuo (戴秉国, Dai Bingguo) (1989. november – 1992. február)
- Csen Cse-liu (陈之骝, Chen Zhiliu) (1992. május – 1996. június)
- Csen Kuo-jen (陈国焱, Chen Guoyan) (1996. július – 1999. december)
- Csao Hszi-ti (赵希迪, Zhao Xidi) (2000. január – 2003. augusztus)
- Csu Cu-sou (朱祖寿, Zhu Zushou) (2003. szeptember – 2007. január)
- Csang Csun-hsziang (张春祥, Zhang Chunxiang) (2007. március – 2009. augusztus)
- Kao Csien (高建, Gao Jian) (2009. szeptember – 2012. október)
- Hsziao Csien (肖千, Xiao Qian) (2012. november – 2015. június)
- Tuan Csie-lung (段洁龙, Duan Jielong) (2015. július óta)

## Kapcsolódó szócikk
- Magyarországi kínaiak
- Magyarország pekingi nagykövetsége